# Kronos Quartet
Kronos Quartet es un cuarteto de cuerdas estadounidense fundado por el violinista David Harrington en 1973, y especializado en la interpretación de música clásica contemporánea.
El cuarteto ha trabajado con algunos de los principales músicos contemporáneos que se pueden adscribir a la llamada corriente minimalista, como Philip Glass, Roberto Carnevale, Steve Reich, Terry Riley, Kevin Volans y Café Tacuba. Dentro de estos parámetros, su obra es bastante ecléctica, e incluye bandas sonoras para películas, música antigua, música folclórica, jazz y tango.

## Historia
El cuarteto fue fundado por el violinista David Harrington en Seattle, Washington. Su primera actuación fue en noviembre de 1973. Desde 1978, el cuarteto se ha basado en San Francisco, California. La combinación de artistas de más larga duración (desde 1978 hasta 1999) tuvo a Harrington y John Sherba en el violín, Hank Dutt en la viola y Joan Jeanrenaud al violonchelo. En 1999, Joan Jeanrenaud abandonó Kronos porque estaba «ansiosa por algo nuevo»; fue reemplazada por Jennifer Culp que, a su vez, se fue en 2005 y fue reemplazada por Jeffrey Zeigler. En junio de 2013, Zeigler fue reemplazado por Sunny Yang. Con más de cuarenta álbumes de estudio en su haber y en todo el mundo, fueron llamados «probablemente el grupo de "música nueva" más famoso del mundo» y fueron elogiados en los estudios filosóficos de música por la inclusión de su repertorio.
Para cuando el cuarteto celebró su vigesimoquinto aniversario en 1999, tenían un repertorio de más de 600 obras, que incluían 400 cuartetos de cuerdas compuestos expresamente para ellos, más de 3000 actuaciones, siete primeros premios ASCAP, Edison Award en música clásica y popular, y ha vendido más de 1,5 millones de discos.

## Miembros
- David Harrington, violín.
- John Sherba, violín.
- Hank Dutt, viola.
- Sunny Yang, violonchelo.

Antiguos miembros
- Jim Shallenberger, violín (integrante original, 1973-75)
- Roy Lewis, violín (1975-76)
- Tim Killian, viola (integrante original, 1973-76)
- Walter Gray, violonchelo (integrante original, 1973-78)
- Joan Jeanrenaud, violonchelo (1978-99)
- Jennifer Culp, violonchelo (1999-2005)
- Jefrey Ziegler, violonchelo (2005-2013).

## Discografía

### Álbumes
- Kronos Quartet Plays Music of Thelonious Monk (1985)
- Mishima (banda sonora de la película homónima, con música compuesta por Philip Glass, 1985)
- Terry Riley: Cadenza on the Night Plain (1988)
- Steve Reich: Different Trains (1989)
- Black Angels (1990)
- Astor Piazzolla: Five Tango Sensations (1991)
- Pieces of Africa (música de siete compositores africanos, 1992)
- Early Music (Lachrymae Antiquae) (1997)
- Requiem for a Dream (banda sonora, con música compuesta por Clint Mansell)
- Caravan (en colaboración con el grupo romaní Taraf de Haïdouks, 2000)
- Nuevo (música de compositores mexicanos, como Juan García Esquivel y Silvestre Revueltas 2002)
- Alban Berg: Lyric Suite (2003; Premio Grammy de 2004)
- “You've Stolen My Heart” by Kronos Quartet, Asha Bhosle (homenaje a la música del compositor indio Rahul Dev Burman, 2005).
- The Fountain (banda sonora, con música compuesta por Clint Mansell, 2006)

## Premios
Durante su carrera han recibido importantes premios y distinciones internacionales, como el Premio Schock de 1999, otorgado por un comité de la Real Academia Sueca de Música y el Premio Grammy del año 2004 a la mejor interpretación de música de cámara.